# Sea Life Porto
Sea Life Porto is een openbaar aquarium te Porto in Portugal die behoort tot Merlin Entertainments Group.

## Gebouw en dieren
Het gebouw is geleden aan de dijk ter hoogte van Fort São Francisco Xavier. 
De tentoonstelling bestaat uit 13 delen. 
- Zoetwater vissen
- Douro rivier
- Haven
- Kustlijn
- Rotswaterdieren
- Scheepwrak
- Diepzee (Neptunus koninkrijk)
- Vervuiling
- Oceaan bodem
- Klauwenleger - Japanse reuzenkrab, grote Spinkrab
- Zeepaardjes tempel -
- Rogbaai - rog,
- Bescherming van zeeleven